# Бльондюоус
Бльондюоус (ісл. Blönduós) — селище і муніципалітет в північно-західній частині Ісландії (245 км від Рейк'явіка).
Населення містечка складає близько 1000 чоловік.
Бльондюоус розташовується на перетині кільцевої дороги R1 і льодовикової річки Бланда.

## Фотогалерея

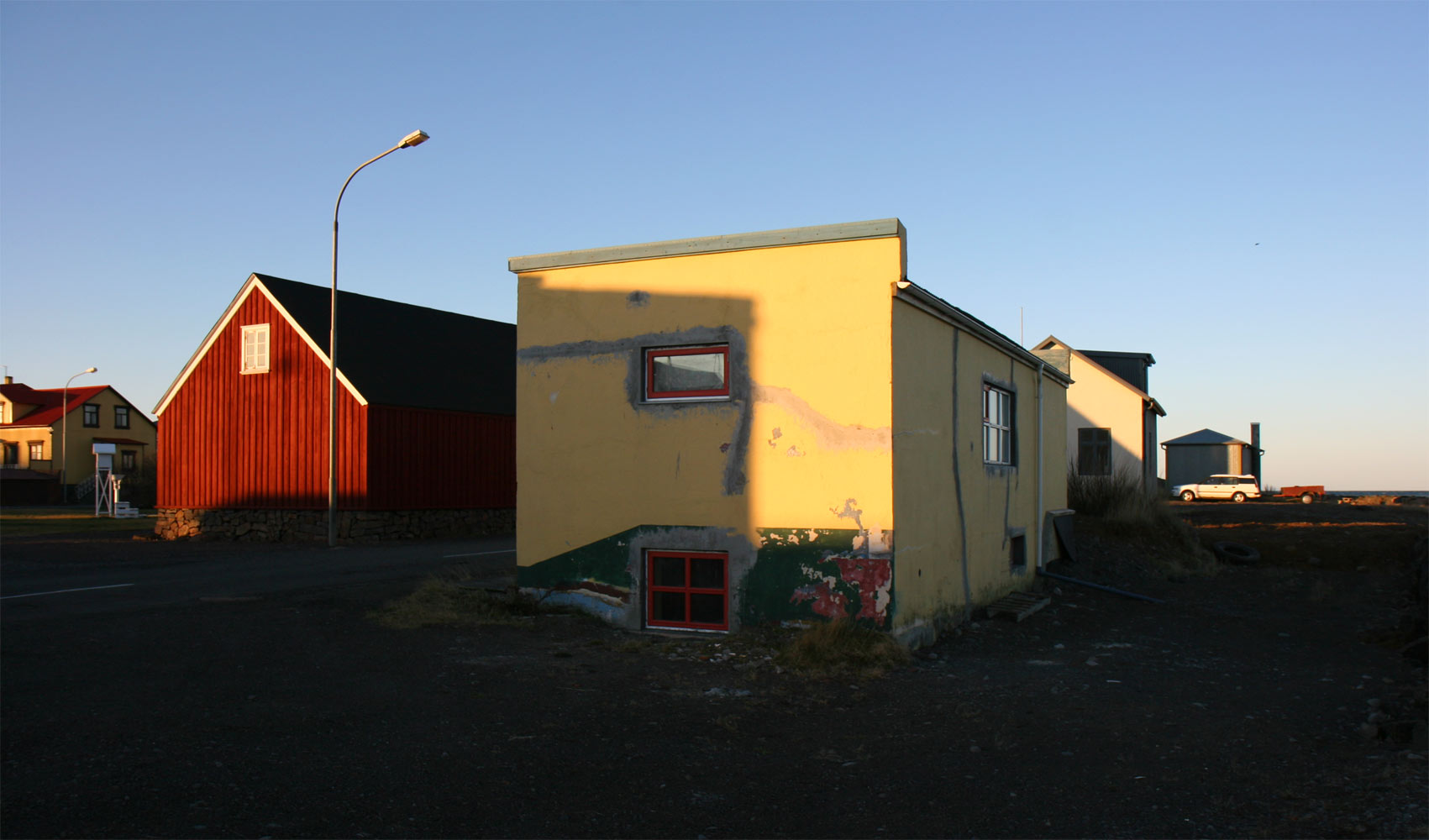
Будинки в Бльондюоусі
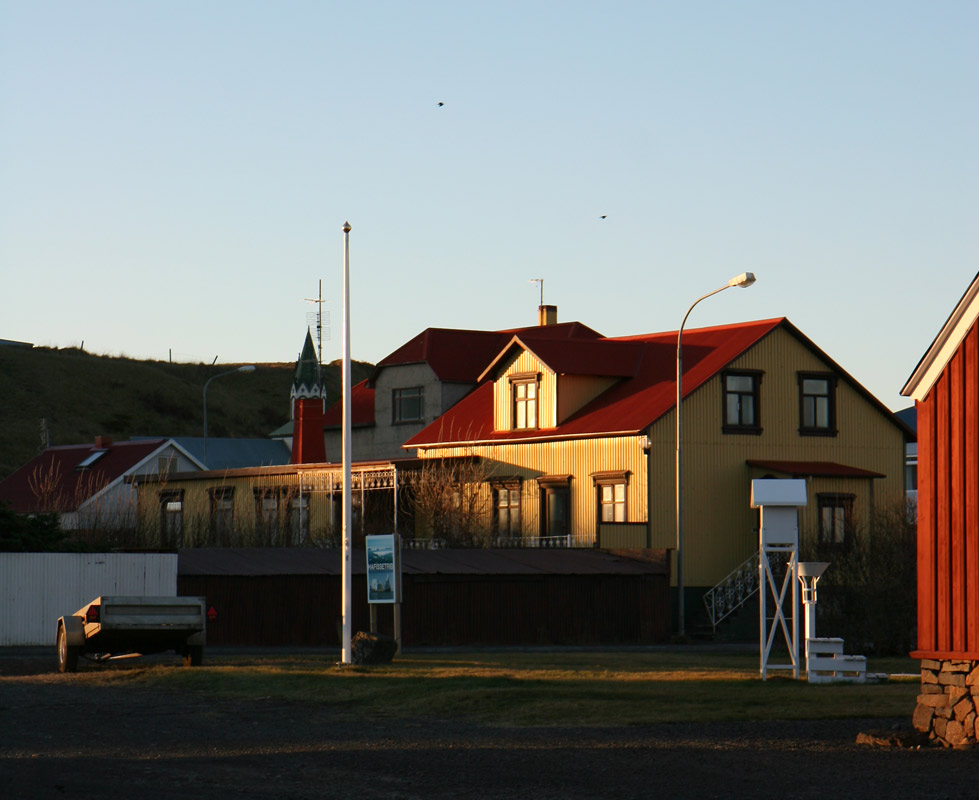
Будинки в Бльондюоусі
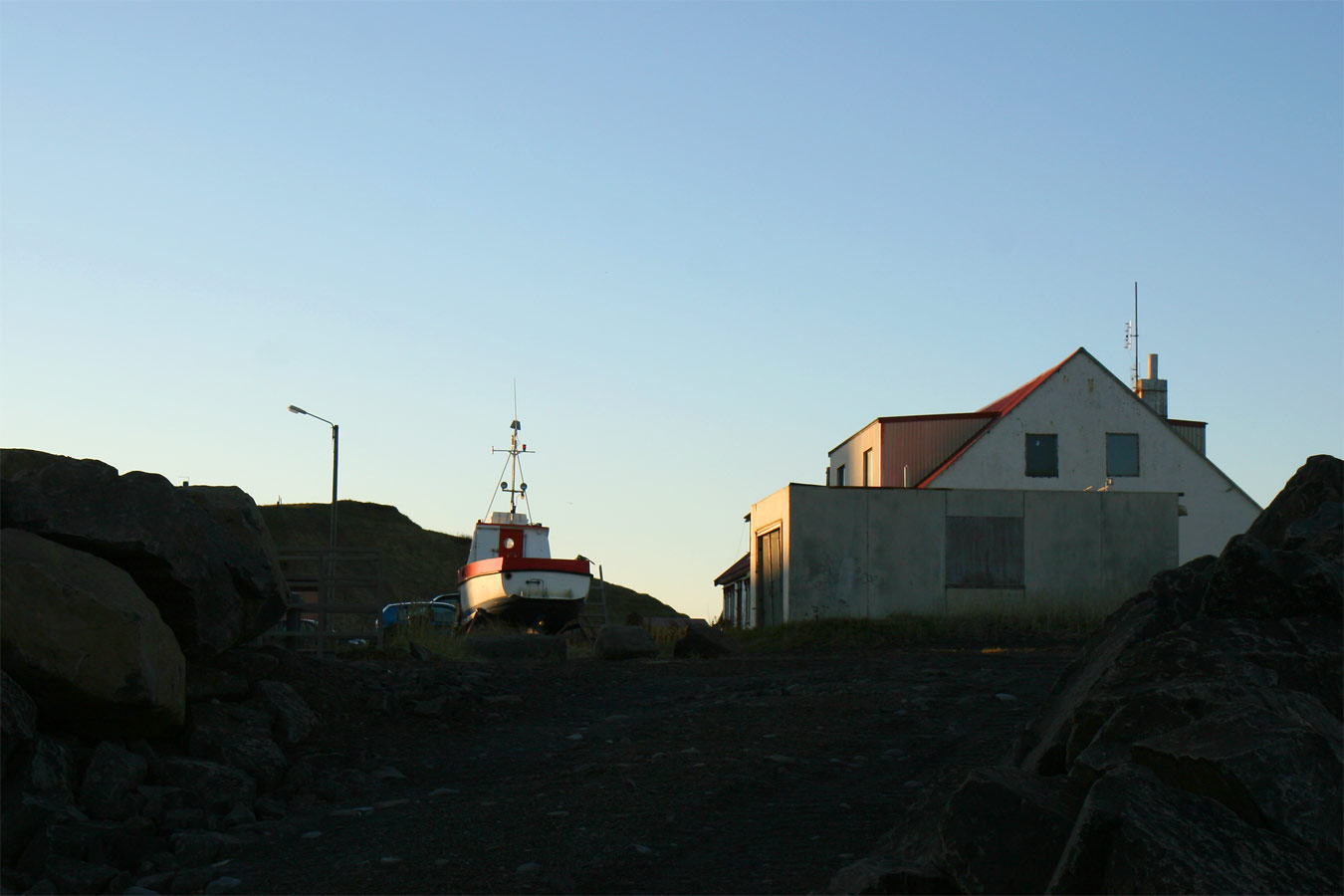
Човен в сухому доці
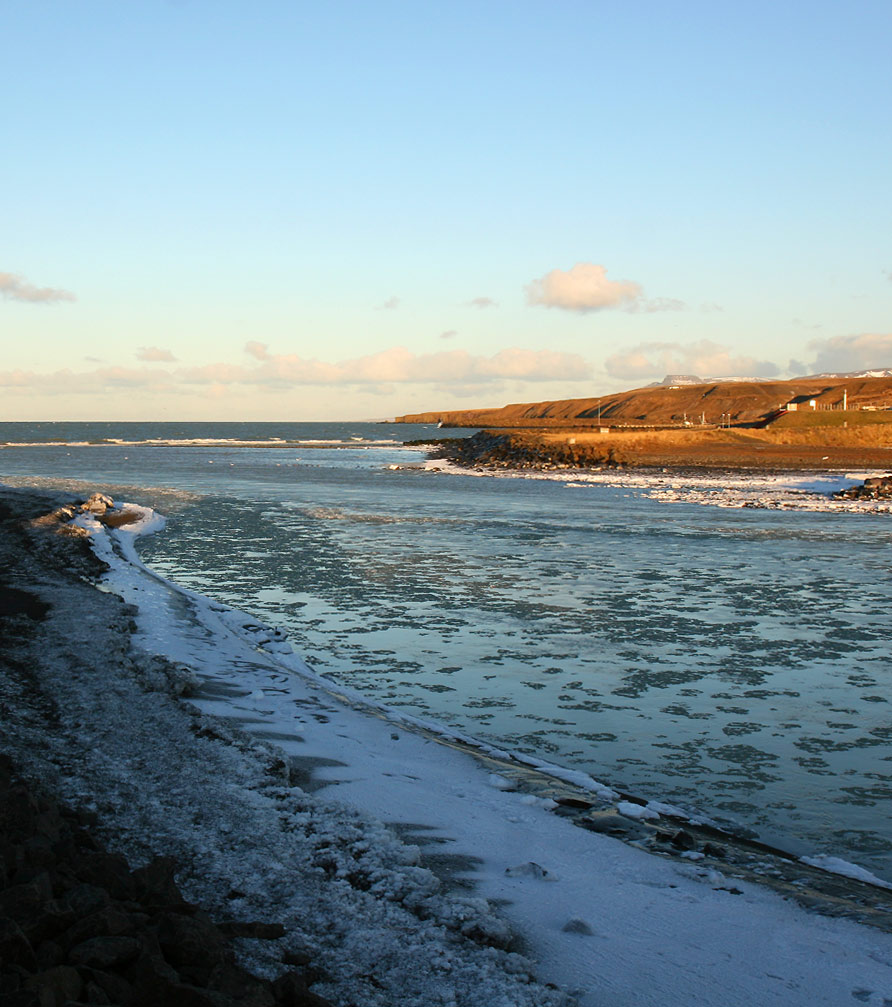
Гирло річки Бланда

## Примітка
1. ↑  http://karlstad.se/kommun-och-politik/internationellt-arbete/vanorter/kort-fakta-om-karlstads-vanorter-och-twin-cities/